# Olivetti Lettera 25
La Olivetti Lettera 25 è una macchina per scrivere portatile prodotta dalla Olivetti e commercializzata a partire dal 1972.

## La macchina per scrivere
La Lettera 25 fu disegnata nel 1972 da Mario Bellini. Come già la Olivetti Dora, la Olivetti Valentine e la Olivetti Lettera DL, riprende meccanicamente la  Lettera 32, uscita nel 1963 e disegnata da Marcello Nizzoli. 
Uscita insieme alla Olivetti Lettera 35, la macchina ha uno stile  semplice ed essenziale, in linea con le progenitrici Lettera 22 e Lettera 32, ed era destinata a un pubblico giovanile.

## Meccanica
Con la meccanica uguale a quella della lettera 32, la Olivetti Lettera 25 è una macchina per scrivere con leve di scrittura a pressione. Ogni volta che viene premuto un tasto di scrittura il martelletto corrispondente, tramite il meccanismo cinematico, va a battere sul nastro con inchiostro rosso o nero, dietro al quale sta il foglio di carta sul quale viene così impresso il simbolo corrispondente. Una levetta situata in alto a destra della tastiera può essere usata per controllare la posizione del nastro e selezionare la stampa in colore nero, rosso o senza inchiostro (in caso di copie con la carta carbone o per la preparazione di matrici a inchiostro per il ciclostile). Il nastro si avvolge a ogni pressione dei tasti e cambia automaticamente direzione di avvolgimento quando è terminato in uno dei due rocchetti nei quali è avvolto. Due sensori meccanici posti vicino a ogni rocchetto si spostano quando il nastro si tende (ciò indica che sta finendo) e invertono la sua direzione di avvolgimento. 
Venne prodotta dalla Olivetti in Spagna ed in Messico con piccole differenze meccaniche e di colorazione della carrozzeria come College, Lettera 20, Lettera 25 Premier, Lettera 30, New Age, MP 90, Underwood 250, Underwood Escolar.

## Tastiera
La versione italiana della macchina utilizza il layout QZERTY, anche se sono state prodotte versioni con disposizioni differenti di tasti a seconda della lingua a cui erano rivolte. I tasti alfanumerici sono 43 per un totale di 86 segni. Oltre a questi, la tastiera include una barra spaziatrice, due tasti per impostare le lettere maiuscole, un tasto di blocco delle maiuscole, una levetta per poter oltrepassare i margini impostati e un tasto per retrocedere di un carattere. Concepita come alternativa economica alla Lettera 35, mancava invece del tabulatore.
L'insieme dei caratteri a disposizione ha evidenti mancanze: non è presente il tasto col numero 1 che si ottiene utilizzando la lettera l (elle) minuscola oppure la I (i) maiuscola; allo stesso modo non è presente lo zero, che si ottiene digitando la O (o) maiuscola; mancano inoltre i tasti per le vocali accentate maiuscole usate nella lingua italiana, che andavano sostituite dalle lettere normali seguite dall'apostrofo. Questa tipologia di soluzioni era piuttosto comune nelle macchine per scrivere dell'epoca.